# 함안 칠원향교
함안 칠원향교(咸安 漆原鄕校)는 대한민국 경상남도 함안군 칠원읍에 있는 조선 시대의 향교이다.
1991년 12월 23일 경상남도의 문화재자료 제181호 칠원향교로 지정되었다가, 2018년 12월 20일 현재의 명칭으로 변경되었다.

## 개요
칠원향교를 언제 처음 지었는지 알 수 없지만, 칠원현의 서쪽에 있던 건물을 조선 광해군 13년(1621)에 동쪽으로 옮겼다가 숙종 26년(1700)에 다시 지금 있는 자리로 옮겼다고 전한다. 1910년에는 함안향교에 통합되었다가 1961년 칠원 유림이 복원하여 오늘에 이르고 있다.
건물 배치는 앞쪽에 교육 공간인 명륜당이 있고, 뒤쪽에 제사 공간인 대성전이 있는 전학후묘의 형식이다.
대성전은 앞면 3칸·옆면 2칸의 규모로, 지붕은 옆면에서 볼 때 여덟 팔(八)자 모양인 팔작지붕이다. 그 안쪽에는 공자를 비롯하여 중국과 우리나라 여러 성현의 위패를 모시고 있다. 학생들이 모여 공부하는 강당인 명륜당은 앞면 5칸·옆면 2칸 규모이며 지붕은 팔작지붕으로 꾸몄다. 지붕 처마를 받치기 위해 장식하여 만든 공포는 새 날개 모양으로 짠 익공 양식을 취하고 있다.
조선시대에는 나라에서 토지와 노비·책 등을 지원받아 학생들을 가르쳤으나, 지금은 교육 기능은 없어지고 제사 기능만 남아 있다.

## 참고 자료
- 칠원향교 - 국가유산청 국가유산포털